# Oxtomal I
Oxtomal I es una localidad de México perteneciente al municipio de Huejutla de Reyes en el estado de Hidalgo.

## Geografía
Se encuentra en la región Huasteca; a la localidad le corresponden las coordenadas geográficas 21° 07’ 35.144” de latitud norte y 98° 27’ 36.31” de longitud oeste, con una altitud de 216 m s. n. m.
En cuanto a fisiografía se encuentra dentro de las provincia de la Sierra Madre Oriental, dentro de la subprovincia Carso Huasteco; su terreno es de sierra y lomerío. En lo que respecta a la hidrografía se encuentra posicionado en la región de Pánuco, dentro de la cuenca del río Moctezuma, en la subcuenca de río Los Hules. Cuenta con un clima sSemicálido húmedo con lluvias todo el año.

## Demografía
En 2020 registró una población de 1470 personas, lo que corresponde al 1.40 % de la población municipal. De los cuales 756 son hombres y 714 son mujeres. Tiene 287 viviendas particulares habitadas.
| Gráfica de evolución demográfica de Oxtomal I entre 1930 y 2020                              |
|                                                                                              |
| Población de los censos y conteos del Instituto Nacional de Estadística y Geografía (INEGI). |